# خوان أنطونيو إيبينا
خوان أنطونيو إيبينا (بالإسبانية: Juan Antonio Ipiña) (من مواليد 23 أغسطس 1912 في أورتويلا، توفي في 7 سبتمبر 1974) كان مدرب كرة قدم إسباني. درب ريال مدريد من أبريل 1952 إلى مايو 1953.
درب أيضا ريال بلد الوليد، وإشبيلية وأتلتيك بيلباو.

## وصلات خارجية
- Profile نسخة محفوظة 5 مارس 2007 at Archive.is